# Певчее (Донецкая область)
Пе́вчее (укр. Півче) — село на Украине, входящее в Харцызский городской совет Донецкой области. Находится под контролем самопровозглашённой Донецкой Народной Республики.

## География

#### Соседние населённые пункты по странам света
С: —
СЗ: город Зугрэс
З: Шахтное
ЮЗ: Троицко-Харцызск, Широкое
ЮЮЗ: Покровка
ЮВ: Русско-Орловка
СВ: Цупки, Сердитое, Зачатовка, Садовое
В: Дубовое

## Население
Население по переписи 2001 года составляло 61 человека.

## Общая информация
Код КОАТУУ — 1415047201. Телефонный код — 6257.

## Адрес местного совета
86790 Донецкая обл., Харцызский городской совет, пгт. Троицко-Харцызск, ул. Советская, 1, тел. 4-35-52